# Goulet de Brest
De Goulet de Brest (Bretons: Traoñienn Brest) is een 3 km lange zeestraat die de rede van Brest verbindt met de Iroise en de Atlantische Oceaan. De zeestraat ligt aan de westkust van het Franse departement Finistère in Bretagne. De goulet (Frans voor flessenhals) ligt tussen Pointe du Petit Minou en Pointe du Portzic in het noorden en Îlot des Capucins en de Pointe des Espagnols in het zuiden.
Bij elke kentering van het getij vult de oceaan de rede met een stroming die 4 tot 5 knopen kan bereiken. Zeilschepen wachtten dus in de inham van Camaret-sur-Mer op een gunstige stroming die hen naar de goulet zou voeren.
Op 2 januari 1793 vond in de goulet het Childers Incident plaats: de eerste schoten van de oorlog tussen het Verenigd Koninkrijk en Frankrijk tijdens de Franse Revolutionaire Oorlogen.
Het is de enige opening naar de rede van Brest en dus de enige toegang tot de stad Brest. Daarom hebben opeenvolgende Franse regeringen de goulet omzoomd met militaire installaties om de stad en de daar gestationeerde marinevloot te beschermen en om toezicht te houden op de scheepvaart die er gebruik van maakt. De geografie van de goulet is in het voordeel van de verdedigers, want hij heeft een ruggengraat over de hele lengte in de vorm van de rotsen van Le Mengant, die schepen dwingen naar het noorden of zuiden te varen.